# 小行星6056
小行星6056（6056 Donatello）是一颗绕太阳运转的小行星，为主小行星带小行星。该小行星于1977年10月16日发现。

## 轨道参数
小行星6056的轨道半长轴为2.7133493 UA，离心率为0.224。